# Mentzelia marginata
Mentzelia marginata är en brännreveväxtart som först beskrevs av Osterhout, och fick sitt nu gällande namn av H. Thompson och B. Prigge. Mentzelia marginata ingår i släktet Mentzelia och familjen brännreveväxter. Utöver nominatformen finns också underarten M. m. cronquistii.